# Oddr Ófeigsson
Oddr Ófeigsson fue un vikingo de Islandia que sirvió en la corte del rey Harald III de Noruega en el siglo XI. Aparece como uno de los personajes principales en la saga de Bandamanna como nuevo caudillo de Melur (Melamanna) en Miðfjörður, y también algún relato corto como Odds þáttr Ófeigssonar. Hijo de Ófeigur karl Skíðason, su origen humilde le ensalzan como arquetipo de héroe que se forja a sí mismo según los valores de la sociedad vikinga y los problemas a que se enfrenta por la oposición de los viejos caudillos.
Oddr abandona su casa solo con un hilo de pescar, algunos aparejos y doce varas de paño, unos siete metros. Tras mucho trabajo como pescador, ahorra lo suficiente para comprarse un ferry y poder iniciar transacciones comerciales entre Miðfjörður en el norte y Strandir en el oeste, a lo largo de la costa de la bahía de Húnaflói. El éxito es enorme y acumula suficiente riqueza durante varios veranos para poder comprar una hacienda para explotarla como bóndi.
En el capítulo IV de la saga de Bandamana, Oddr Ófeigsson amenaza físicamente a su agente de negocios Óspakur Glúmsson con un hacha para hacer cumplir la orden de abandonar el goðorð de Oddr que había comprado con los beneficios de su comercio. De hecho esta muestra de fuerza ocurre en dos ocasiones, la segunda enfrentándose contra ocho goði que le hacen frente común.
En Hemings þáttr Áslákssonar, aparece como miembro del hird de Harald Hardrada, apoyando a Heming, el protagonista del relato. 
En Morkinskinna, Oddr Ófeigsson tiene su propio capítulo (48) como protagonista.